# Chairs Missing
Chairs Missing è il secondo album della rock band inglese Wire, pubblicato nel 1978.

## Il disco
Sebbene l'album mantenga una certa eco del punk originale della band, quello del primo album Pink Flag, esso contiene tracce molto più complesse dal punto di vista strutturale (con chiare influenze di rock psichedelico e di art rock) e testi molto più introspettivi e intellettuali. L'album è stato prodotto da Mike Thorne, che ha aggiunto tastiere e sintetizzatore (ad esempio nelle due versioni di Outdoor Miner, una con accompagnamento del pianoforte, l'altra senza). Tutti questi elementi rendono quest'album il punto di svolta nello stile della band e nel passaggio dal punk al post punk/new wave. La sensibilità pop che sarebbe emersa negli album posteriori al 1985 è già presente in tracce come Outdoor Miner e I Am the Fly.
La EMI apprezzò così tanto la melodia di Outdoor Miner che chiese alla band di registrarne una versione più lunga per pubblicarla come singolo.
Il titolo è un'espressione slang inglese per definire un disturbato mentale.

## Tracce

### Lato A
1. Practice Makes Perfect – 4:11
2. French Film Blurred – 2:34
3. Another the Letter – 1:07
4. Men 2nd – 1:43
5. Marooned – 2:21
6. Sand in My Joints – 1:50
7. Being Sucked In Again – 3:14
8. Heartbeat – 3:16

### Lato B
1. Mercy – 5:46
2. Outdoor Miner – 1:44
3. I Am the Fly – 3:09
4. I Feel Mysterious Today – 1:57
5. From the Nursery – 2:58
6. Used To – 2:23
7. Too Late – 4:14

### Bonus track
1. Go Ahead − 4:01 [ristampa 1989]
2. Outdoor Miner (Long Version) − 2:54 [ristampa 1994]
3. Former Airline − 3:20 [ristampa 1989, ristampa 1994]
4. A Question of Degree − 3:09 [ristampa 1989, ristampa 1994]

## Formazione
- Colin Newman - voce, chitarra
- Bruce Gilbert - chitarra
- Graham Lewis - basso, voce
- Robert Gotobed - batteria

### Altri musicisti
- Kathyrn Lukas - flauto in Heartbeat
- Mike Thorne - tastiere, sintetizzatore